# ソルテロ・コン・ヒハス
『ソルテロ・コン・ヒハス』（スペイン語: Soltero con hijas）は、メキシコのテレビドラマ。ラス・エストレージャスで2019年10月28日から2020年2月23日まで放送された。

## 登場人物

### 主な登場人物
ビクトリア・ロブルズ・ナバロ
演：ヴァネッサ・グズマン
ニコラス・コントレラス
演：ガブリエル・ソト